# Trần Văn Khánh
Trần Văn Khánh (sinh 1943) là chính khách người Việt Nam. Ông nguyên là Bí thư Tỉnh ủy Bà Rịa – Vũng Tàu, Chủ tịch Hội đồng nhân dân tỉnh Bà Rịa – Vũng Tàu (1994–1999), đại biểu Quốc hội Việt Nam khóa X, Trưởng đoàn đại biểu Bà Rịa – Vũng Tàu (1997–2002), Chủ tịch Liên hiệp Hội Bà Rịa – Vũng Tàu khóa III.
Trần Văn Khánh là con trai duy nhất của liệt sĩ Trần Văn Thượng và bà Trần Thị Tam, hiện được dựng tượng và công viên tại xã Long Phước, thành phố Bà Rịa – Vũng Tàu. Trần Văn Khánh có vợ là bà Phạm Thị Sơn, nguyên Ủy viên Trung ương Đảng Cộng sản Việt Nam, nguyên Trưởng ban dân vận Tỉnh ủy, nguyên Chủ tịch Ủy ban Mặt trận Tổ quốc Việt Nam tỉnh Bà Rịa – Vũng Tàu.